# Acanthocereus tetragonus
Espèce
Synonymes
- Acanthocereus colombianus Britton & Rose[1]
- Acanthocereus floridanus Small ex Britton & Rose[1]
- Acanthocereus pentagonus (L.) Britton & Rose[1]
- Acanthocereus tetragonus var. micracanthus Dugand[1]
- Cactus pentagonus L.[1]
- Cactus reptans Salm-Dyck ex DC.[1]
- Cactus tetragonus L.[1]
- Cereus dussii K.Schum.[1]
- Cereus nitidus Salm-Dyck[1]
- Cereus pentagonus (L.) Haw.[1]
- Cereus reptans Haw. ex Steud.[1]
- Cereus tetragonus (L.) Mill.[1]
- Cereus undulatus Pfeiff.[1]
- Cereus variabilis Engelm.[1]

Acanthocereus tetragonus est une espèce de cactus de la famille des Cactaceae et originaire d'Amérique. Il a d'abord été décrit en 1753 par Carl von Linné (1707-1778) sous le basionyme de Cactus tetragonus puis déplacé en 1938 sous le genre Acanthocereus par le botaniste et zoologiste vénézuélien Pieter Wagenaar Hummelinck (d) (1907-2003).

## Caractéristiques

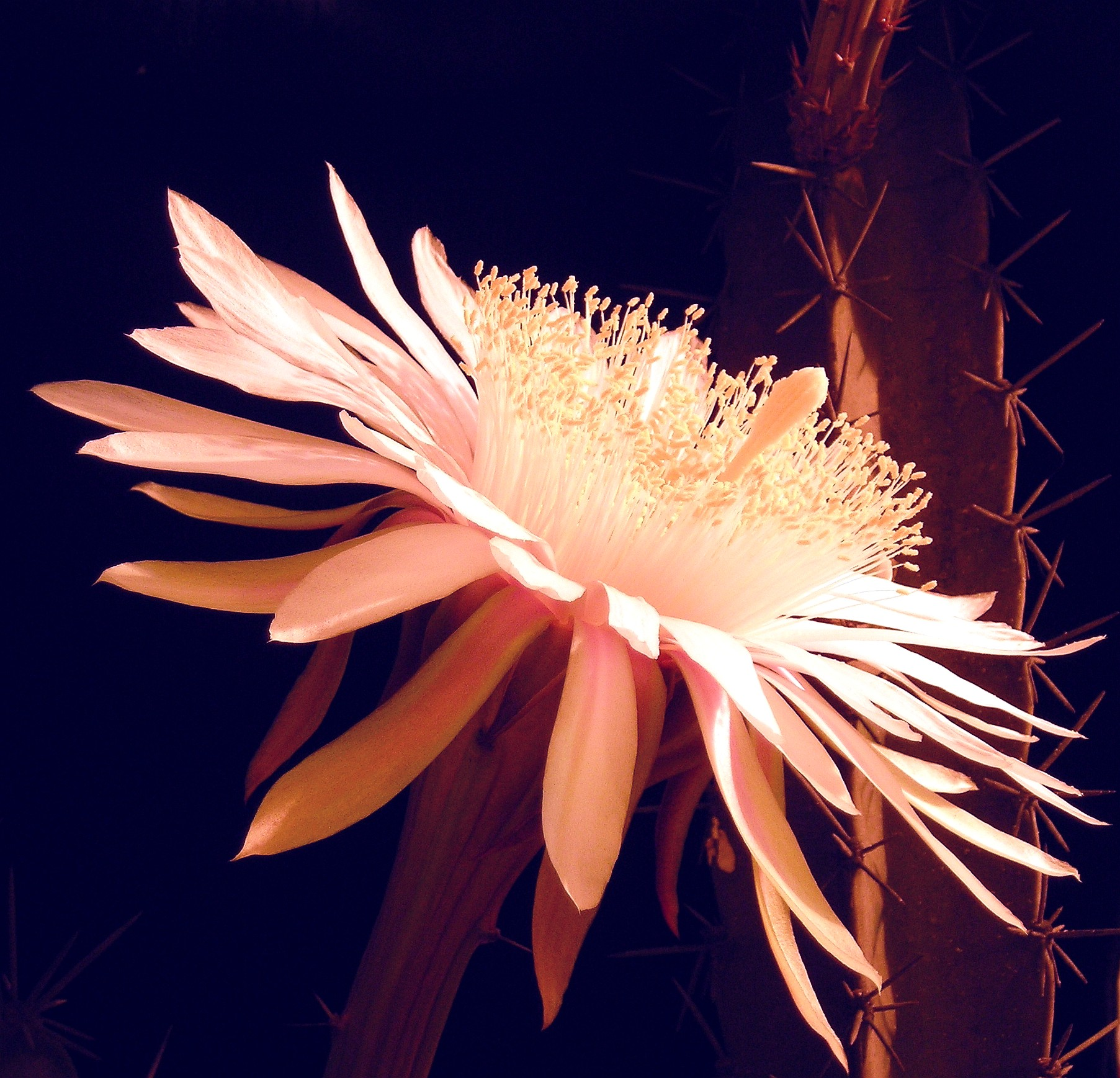
Fleur de l'Acanthocereus tetragonus

Les tiges, qui ont entre trois et cinq côtes, sont légèrement ailées et peuvent atteindre 3 m de hauteur. Elles sont généralement arquées et peuvent s'enraciner au contact du sol. Les épines, rigides, sont regroupées en faisceaux de cinq à huit, et mesurent environ 4 cm de longueur.

## Écologie
L'espèce est envahissante en Nouvelle-Calédonie, où elle aurait été introduite soit au temps de la rhumerie (XIXe siècle), soit en 1982. Le Code de l'environnement de la Province Sud interdit l’introduction dans la nature de cette espèce ainsi que sa production, son transport, son utilisation, son colportage, sa cession, sa mise en vente, sa vente ou son achat.

## Agriculture et horticulture
La plante est commercialisée en Amérique, comme plante ornementale, sous le nom de "Fairy Castle Cactus" (« Cactus Château de fées »).